# Margareta de Tirol

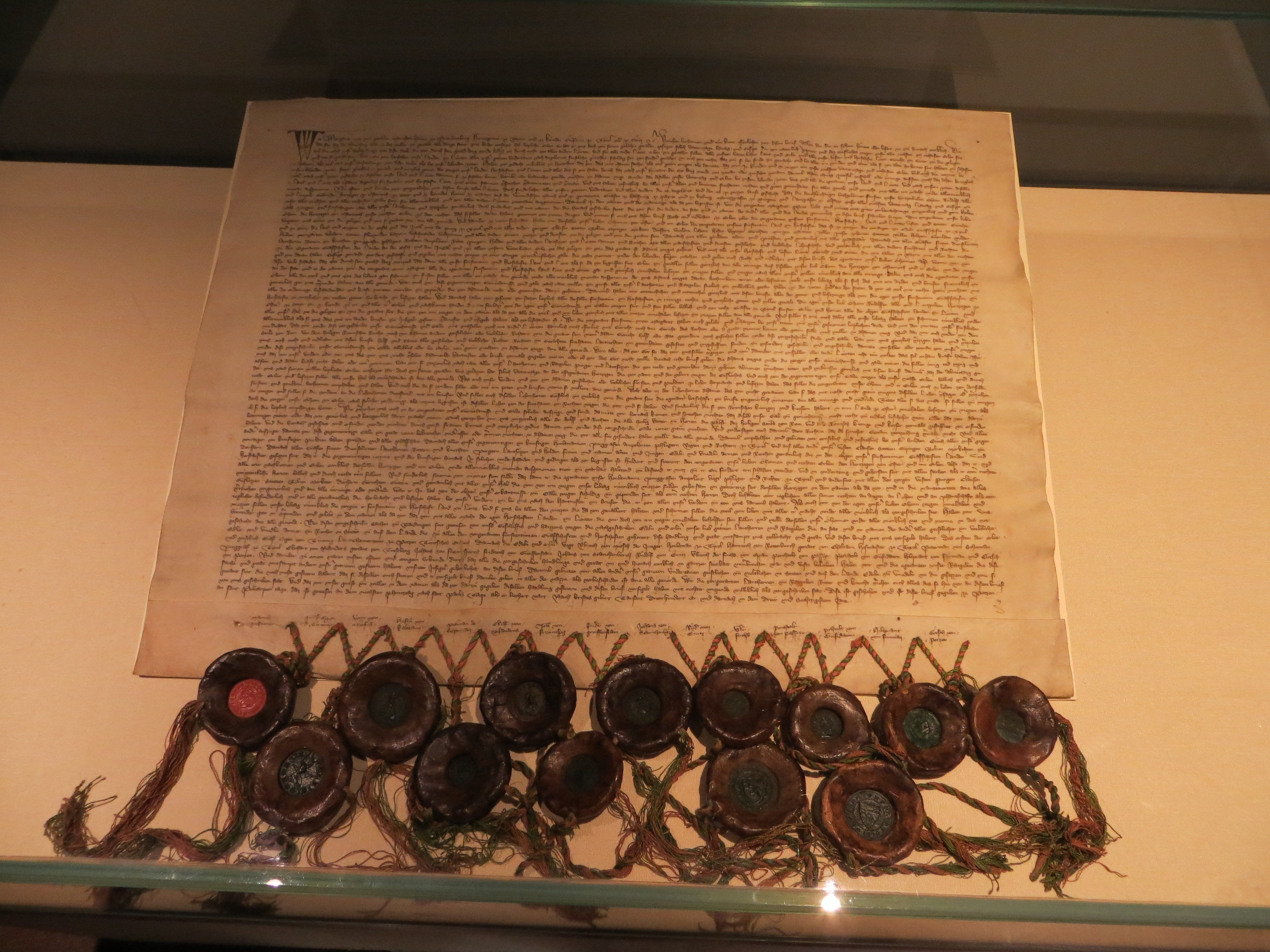
Documentul prin care comitatul Tirol a fost trecut în stăpânirea Casei de Habsburg în 1363

Margareta de Tirol-Gorizia (menționată în jurul anului 1366 sub numele de Margareta Maultasch; n. 1318, Tirol – d. 3 octombrie 1369, Viena), aparținând Casei de Gorizia, a fost contesă de Tirol și Gorizia din 1335 până în 1363.

## Biografia
Margareta Maultasch a fost fiica ducelui Henric de Carintia, conte de Tirol-Gorizia, din căsătoria cu Adelaida de Braunschweig, fiica ducelui Henric I de Braunschweig-Lüneburg.

### Prima căsătorie
Ducele Henric de Carintia și Tirol, care nu avea urmași de sex masculin, a semnat un contract cu împăratul Ludovic al IV-lea (Bavarezul) în 1330, care admitea succesiunea pe linie feminină, dacă  fiicele sale aveau să se căsătorească cu perteneri agreați de împărat. Margareta, născută în 1318, era logodită deja din 1327 cu Ioan Henric de Luxemburg (1322–1375), fratele mai mic al viitorului împărat Carol al IV-lea. Căsătoria lor a avut loc pe 16 septembrie 1330 la Innsbruck. Ioan Henric, cu patru ani mai mic decât Margareta, fusese trimis de tatăl său în 1327, la vârsta de cinci ani, în Tirol cu o numeroasă suită. Cei doi copii nu s-au simpatizat încă de la început. Nici la vârsta adolescenței nu au devenit mai prietenoși. Comportamentul soțului era mai degrabă unul sălbatic față de soția sa pe care o agresa, iar treptat, antipatia reciprocă s-a transformat de-a dreptul în ură.
Când tatăl ei a murit în 1335,  Margareta era singura urmașă care putea să preia stăpânirea Tirolului, deoarece sora ei mai mare, Adelaida, murise în 1325 la vârsta de opt ani. Ducele Albert al II-lea al Austriei a ocupat ducatul Carintia după ce a încheiat un acord cu împăratul Ludovic al IV-lea (Bavarezul) la dieta ținută pe 26 noiembrie 1330 la Augsburg, unde familiile Habsburg și Wittelsbach au stabilit că aceștia din urmă vor primi Tirolul de Nord, iar Margareta și soțul ei, Ioan Henric de Luxemburg, vor primi Tirolul de Sud. Tirolezii nu au acceptat să fie împărțiți între cele două familii astfel încât s-a ajuns la conflicte militare între ducii de Habsburg și Ludovic Bavarezul, la care a luat parte ulterior și Carol, margraful Moraviei și cumnatul Margaretei. Prin Pacea de la Enns încheiată la 9 octombrie 1336, situația a fost clarificată și abia atunci Margareta a putut prelua puterea în comitatul Tirol - moștenirea familiei ei.
Tânărul ei soț, Ioan Henric de Luxemburg, începuse să se comporte ca stăpân al Tirolului, după cum o informaseră consilierii ei tirolezi. Margraful Moraviei, Carol, care era mai talentat din punct de vedere politic și mai iscusit decât fratele său mai mic, Ioan Henric, a rămas în Tirol pentru a-l consilia pe acesta căruia îi lipsea și experiența necesară. La acea vreme Ioan Henric era deja cunoscut ca afemeiat. Carol, ce preluase în 1335 stăpânirea Tirolului pentru o perioadă de 3 ani, adusese consilieri din Boemia care au ocupat curând funcții importante. Deoarece Carol s-a aflat în perioada 1336–1337 într-o incursiune în Prusia, a preluat administrația comitatului Tirol abia în 1341.
Nobilimea din Tirol nu agrea administrația condusă de favoriții aduși din Boemia și s-a aflat de partea Margaretei atunci când ea a dorit să scape de soțul pe care îl ura. Din mai 1340, Ioan Henric a rămas o vreme în Boemia și Polonia. În acest timp a avut loc o primă revoltă împotriva stăpânirii Casei de Luxemburg. Nikolaus de Brno, episcop de Trento și însărcinat cu administrația Tirolului, l-a înlăturat pe Ioan Henric de Luxemburg.
Margareta, susținută de tirolezi, l-a expulzat pe Ioan Henric din Tirol în noiembrie 1341. În același timp, ea a anunțat că mariajul nu a fost niciodată consumat și că Ioan Henric era probabil impotent. Venind acasă noaptea târziu, după o vânătoare cu ocazia „Sărbătorii tuturor sfinților”, lui Ioan Henric nu i-a mai fost permisă intrarea în cetate. El nu a fost primit în niciun alt castel din Tirol. Doar patriarhul din Aquileia, Bertrand de Saint-Geniès, i-a dat adăpost.

### A doua căsătorie
Margareta s-a căsătorit din nou în prezența împăratului Ludovic al IV-lea cu fiul acestuia, ducele Bavariei Ludovic al V-lea de Brandenburg, pe 10 februarie 1342 la Merano, în ciuda admonestărilor Curiei romane, ceea ce a provocat senzație în toată Europa. Nunta a fost întâmpinată cu deplină aprobare în Tirol deoarece viitorul soț, Ludovic, de acord cu viitoarea lui soție le acordase nobililor numeroase privilegii prin Scrisoarea tiroleză de libertate (în germană Tiroler Freiheitsbrief) ale cărei prevederi însă nu au fost aplicate mult timp.
Din motive politice și ecleziastice papa Clement al VI-lea nu a anulat prima ei căsătorie. În plus, Margareta și Ludovic erau și rude de gradul al treilea. Papa nu a fost dispus să emită dispensa necesară deoarece se afla el însuși în conflict cu împăratul pe care îl excomunicase deja de mai multe ori. Deoarece Ludovic avusese obrăznicia de încheia totuși această căsătorie, opunându-se Curiei romane, nu exista nicio îndoială că papa nu va valida căsătoria. Din aceste motive, papa i-a excomunicat pe cei doi soți și a impus Tirolului interdicția canonică. Marsilius de Padova și William de Ockham au apărat în tratatele lor „căsătoria civilă” care, spre deosebire de prima căsătorie a Margaretei, a fost binecuvântată cu copii. Ludovic de Bavaria-Brandenburg și-a impus stăpânirea în Tirol cu mână de fier. O încercare de înlăturare a papei și a Casei de Luxemburg a eșuat. Ulterior Ludovic a devenit și mai strict.
Margareta s-a apărat cu succes când Carol al IV-lea, devenit rege romano-german, a asediat-o în Castelul Tirol în martie 1347. În timp ce se retrăgea din campania militară eșuată, oastea lui Carol a incendiat orașele Merano și Bolzano ca răzbunare. Abia când Carol a fost încoronat ca împărat, el s-a împăcat cu Margareta și cu Ludovic.
În 1348 Ioan Henric, margraful Moraviei, care purta încă  titlul de duce de Carintia și conte de Tirol, de fapt fără a putea ridica pretenții realiste, și ca soț fără soție, a cerut Curiei romane, de comun acord cu fratele său, Carol al IV-lea, să fie anulată căsătoria sa cu Margareta. Carol nu avea încă un moștenitor și, prin urmare, era interesat ca fratele său să încheie o căsătorie legală și să aibă fii legitimi dacă voia ca, după moartea sa, țările boeme să nu revină ginerelui său Rudolf al IV-lea de Habsburg. Acest plan a primit aprobarea Margaretei și a soțului ei, Ludovic, pentru că numai în cazul unei anulări canonice a primei căsătorii, ea se putea căsători legal, iar copiii rezultați din noua căsătorie ar fi fost descendenți legitimi. Ioan Henric i-a cerut papei Clement al VI-lea să anuleze căsătoria lui cu Margareta și și-a justificat cererea prin impedimentul ridicat de consanguinitate și gradul lor de rudenie, despre care el nu avusese cunoștință. În al doilea rând, Ioan Henric susținea că, deși căsătoria dintre el și Margareta fusese legală, căsătoria nu fusese niciodată consumată. Recunoașterea aparentă a impotenței sale era dificilă, însă el în același timp a admis că plângerile Margaretei nu erau nefondate. Acuzații legate de persoana Margaretei nu au existat, la fel ca și acuzația că Margareta a intrat într-o relație ilegitimă cu Ludovic de Brandenburg. Motivul acestei atitudini poate fi găsit în faptul că dorința Margaretei de a avea copii corespundea învățăturii bisericii, conform căreia sensul căsătoriei stă în procreare. Dacă Ioan Henric dorea să obțină permisiunea papală pentru o nouă căsătorie, așa cum plănuise, atunci trebuia să fie clar că incapacitatea sa de a consuma o căsătorie se referea doar la Margareta și era datorată unui maleficium, unui descântec. Faptul că ei crescuseră împreună putea fi motivul neputinței lui care ținea de sfera psihologică și socială a Margaretei. Mai degrabă își construise un fel de „dragoste de frate” pentru ea, dacă această dragoste exista. Prin urmare, Ioan Henric a repetat în documente afirmația că neputința sa are legătură  doar cu Margareta și a mărturisit chiar un adulter. În cele din urmă, cei doi au divorțat pe 21 iulie 1349 potrivit regulilor aplicate cetățenilor. Dar căsătoria Margaretei cu Ludovic nu era încă recunoscută de Curia romană. Au trecut zece ani până când papa Inocențiu al VI-lea a ridicat excomunicarea lor în urma negocierii purtate de Albert al II-lea, a cărui fiică, Margareta de Habsburg, se căsătorise cu Meinhard al III-lea, fiul Margaretei. 

### Sfârșitul vieții
Făcând abstracție de complicatele relații de familie, istoricii s-au străduit să reconstruiască în mod credibil desfășurarea trecerii comitatului Tirol sub stăpânirea Casei de Habsburg. Obiectul cercetării a fost documentul datat la 2 septembrie 1359 în München – ziua în care a avut loc căsătoria religioasă a Margaretei cu Ludovic, la care Rudolf al IV-lea de Habsburg a fost prezent. Prin documentul acesta Margareta dădea lui Rudolf în stăpânire comitatul Tirol în cazul dispariției ei, a soțului și fiului ei, fără a lăsa alți descendenți.
După moartea lui Ludovic în 1361 și a lui Meinhard, fiul ei, în 1363, Margareta se afla într-o situație dificilă, fiind forțată de consilierii ei să ia o hotărâre privind succesiunea. Astfel, pe 17 ianuarie 1363  a emis un certificat prin care acorda consilierilor, al căror accept îi era necesar pentru stabilirea succesorului, o mulțime de drepturi prin care de fapt guvernarea Tirolului era preluată efectiv de aceștia. Pe 20 ianuarie la Bozen, ducele Rudolf i-a promis Margaretei ajutorul său cu condiția ca el să fie viitorul succesor, ea rămânând guvernatoarea comitatului până la sfârșitul vieții sale.
Fiind de așteptat ca aceasta decizie să fie acceptată de consilieri, Margareta a emis un certificat antedatat (2 septembrie 1359) prin care declara nul orice alt document și orice decizie luată în trecut sau care urma să fie luată în viitor. Consilierii nu s-au putut opune, acceptând să fie martori la actul predării comitatului Tirol lui Rudolf al IV-lea de Habsburg.
Bavarezii au invadat apoi Tirolul, la care totuși au renunțat prin Pacea de la Schärding în 1369 în schimbul unei mari compensații financiare.
Margareta și-a petrecut ultimii ani din viață la Viena, reședința ei dând ulterior numele unei suburbii care a fost numită „Domeniul Margaretei” (astăzi districtul Margareten din Viena). Rudolf al IV-lea nu i-a mai permis ulterior să se întoarcă în Tirol, așa cum dorise ea după 3 ani, pentru ca populația Tirolului să nu o considere din nou pe Margareta drept adevărata lor stăpână. Dorul de Tirol nu a părăsit-o niciodată. A fost înmormântată în Biserica Minoriților din Viena.

## Porecla „Maultasch”
În documentele cancelariei lui Rudolf al IV-lea de Habsburg, Margareta era denumită în 1362 „fuerstinn frow Margret, herczoginn ze Payrn vnd grefinne ze Tyrol”. În schimb, porecla Maultasch a fost menționată pentru prima dată în jurul anului 1366 în „Cronica lumii saxone” și în 1393 în „Cronica austriacă”. Porecla înseamnă „femeie nerușinată” și a fost folosită mai ales de propaganda papală și boemă.
Din 1425 ca înțeles al poreclei a fost luat sensul propriu al cuvântului astfel încât Margareta a fost imaginată ca având gura diformă. Ideea că Margareta era în general extrem de urâtă este, probabil, greșită deoarece martorii contemporani, precum Johannes von Winterthur, au descris-o ca fiind o femeie deosebit de frumoasă. Și ideea că ea avea un vocabular deosebit de jignitor este, de asemenea, din punct de vedere istoric greu de acceptat. Mai mult, în reprezentarea de pe sigiliul Margaretei, gura ei nu este deloc diformă. Totuși, nu există reprezentări contemporane Margaretei de Tirol care să o înfățișeze.
O altă explicație a poreclei este că ea ar proveni de la numele reședinței preferate a Margaretei, Castelul Neuhaus din Terlan, cu numele popular de Castelul Maultasch. Acest castel își trage numele popular de la „mala tasca” (capcana pentru șoareci) dat punctului de control vamal, nume care a fost apoi transmis contesei ca poreclă.
Este, de asemenea, posibil ca porecla „Maultasch” să fi fost dată de primul ei soț, Ioan Henric, care nu s-a temut să răspândească cele mai urâte zvonuri despre ea.
Ca unică moștenitoare a Tirolului, Margareta a fost ca o mingie de joc pentru cele trei dinastii: Wittelsbach, Luxemburg și Habsburg, care s-au străduit să obțină favorurile ei pentru a intra în posesia Tirolului care avea o mare importanță strategică.

## Căsătoria și descendenții
Margareta s-a căsătorit pe 16 septembrie 1330 cu Ioan Henric, margraful Moraviei din Casa de Luxemburg. Căsătoria a rămas fără copii. În 1341 cei doi s-au despărțit. Divorțul în conformitate cu dreptul canonic a urmat abia în 1349.
Margareta s-a căsătorit din nou pe 10 februarie 1342 cu Ludovic de Bavaria (c.1315 – 1361) din Casa de Wittelsbach, margraf de Brandenburg și duce al Bavariei Superioare, fiul împăratului Ludovic al IV-lea Bavarezul. Din această căsătorie au rezultat patru copii:
- Hermann (1343–1360);
- Meinhard al III-lea (1344–1363) căsătorit în 1359 la Passau cu ducesa Margareta de Austria (1346–1366), fiica ducelui Albert al II-lea și a contesei Ioana de Pfirt;
- o fiică (n. – d.?);
- o fiică (n. – d.?).